# 리비우 레브레아누

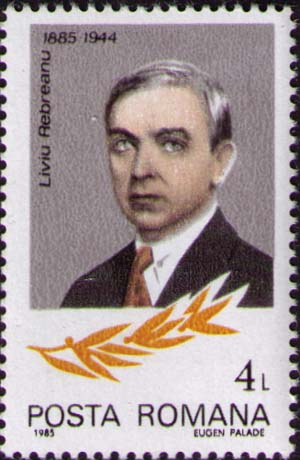
1985년 발행된 우표에 등장한 리비우 레브레아누.

리비우 레브레아누(Liviu Rebreanu, 1885년 11월 27일 ~ 1944년 9월 1일)는 루마니아의 소설가, 극작가, 언론인이다.
1885년 루마니아의 작은 마을에서 태어났다. 1909년 일련의 단편들을 발표하면서 데뷔한 작가는 루마니아 문학에 있어서 사실주의의 새로운 지평을 열었으며, 자연주의적 심리 분석을 작품 속에서 시도했다. 작가의 짧지 않은 군생활과 장교였던 동생이 탈영과 반역죄로 처형당한 아픔은, 그가 루마니아 문학에 있어서 사실주의 작가 및 전쟁문학의 대가로 평가될 수 있는 배경이 되었다. 국가문학상을 받았으며, 작가협회 부회장과 학술원 회원을 역임했다.

## 주요 서적
- 《교수된 자들의 숲》(Pădurea spânzuraţilor)